# Ernest-Eugène Nicol
Pour les articles homonymes, voir Nicol.
Ernest-Eugène Nicol (Saint-Pierre-Quilbignon, 9 février 1858-Toulon, 10 novembre 1917), est un officier de marine français.

## Biographie
Il entre à l'École navale en octobre 1875 et en sort aspirant de 1re classe en octobre 1878. Il sert alors à la division du Levant comme aspirant de majorité sur la Provence.
Enseigne de vaisseau (octobre 1880), il embarque sur l'aviso Latouche-Tréville au Levant et passe en 1881 sur le Navarin à la division du Pacifique puis sur le D'Estrées dans une mission d'hydrographie en Nouvelle-Calédonie.
En mai 1885, il sert en escadre d'évolutions sur le Friedland. Lieutenant de vaisseau (octobre 1885), il est sur l'Aréthuse à la division d'expérience des torpilleurs (février 1886) puis entre à l’École de canonnage à Toulon sur la Couronne dont il est breveté (1886). Il travaille alors comme instructeur d'artillerie sur le croiseur-école Iphigénie (1888-1889) puis commande une compagnie de canonniers à Toulon (1891) avant de suivre les cours de l’École des torpilles sur l'Algésiras (1892) et en sort breveté. En décembre 1892, il est envoyé à la défense mobile en Corse et y commande le torpilleur 134. En mars 1893, il reçoit un témoignage de satisfaction pour les levés hydrographiques qu'il a effectués dans le détroit de Bonifacio.
Il sert ensuite sur le Primauguet à la division de l'océan Indien (mars 1894) et participe activement en 1895 aux opérations de Madagascar comme chef d'état-major de la division.
Capitaine de frégate (janvier 1897), second des cuirassés Charles Martel, Magenta et Hoche en escadre de Méditerranée, il devient en juin 1898 premier aide de camp du vice-amiral aux commandes de l'escadre du Nord. Chef d'état-major de l'amiral Bienaimé (mars 1899) sur l'Amiral Charner, il y est chargé des conférences d'artillerie.
En juin 1900, il reçoit le commandement du croiseur Pascal en escadre d'Extrême-Orient et participe aux opérations de Chine. Il doit aussi faire face à une épidémie de choléra qu'il éradique. De retour en France, il commande le croiseur Cassard en Méditerranée (1903) et est nommé capitaine de vaisseau en mars 1904.
Commandant du garde-côtes Requin (1904), du cuirassé Amiral Baudin (1905) puis du croiseur porte-torpilleurs Foudre, il effectue avec ce dernier une mission de transport et de convoi de sous-marins et de petits torpilleurs de Toulon à Saigon pour laquelle il obtient en janvier 1906 un témoignage de satisfaction.
En avril 1907, il commande le cuirassé Jauréguiberry en escadre de Méditerranée et gagne en 1908 les prix de tir de l'escadre. Chef d'état-major de l'amiral de Jonquières, commandant en chef l'escadre de Méditerranée (janvier 1909), il est promu contre-amiral en mars 1911 et est alors nommé au commandement d'une division de croiseurs de l'escadre de Méditerranée avec pavillon sur le Victor Hugo puis sur le Châteaurenault.
Chef d'état-major de Boué de Lapeyrère (juin 1912), il commande en chef l'armée navale sur le Voltaire puis sur le Courbet (janvier 1914).
Préfet maritime de Bizerte (février 1915), vice-amiral (mai 1915), il remplace Émile Guépratte au commandement de l'escadre des Dardanelles avec pavillon sur la Patrie mais tombe brusquement gravement malade et doit renoncer à ses fonctions (septembre 1915).
Préfet maritime de Rochefort (juillet 1916), il prend sa retraite en septembre 1917 et meurt deux mois plus tard à Toulon.

## Publication
- Traité d'artillerie à l'usage des officiers de marine, 1892

## Récompenses et distinctions
- Chevalier (30 décembre 1890), Officier (19 juillet 1901) puis Commandeur de la Légion d'honneur (11 juillet 1914).
- Croix de guerre avec citation à l'Ordre de l'Armée navale.
- Officier de l'instruction publique.
- Une rue de Brest a été nommée en son honneur.